# Sở Hùng Ngải
Sở Hùng Ngải (chữ Hán: 楚熊艾), là vị vua thứ năm của nước Sở - chư hầu nhà Chu trong lịch sử Trung Quốc.
Ông là con trai của Sở Hùng Dịch, vị vua thứ tư của nước Sở, năm 1006 TCN, Hùng Dịch mất, Hùng Ngải lên nối ngôi.
Tương truyền trong thời gian ông ở ngôi, Chiêu Vương nhà Chu đi tuần du phương Nam và chết đuối. Về cuộc tuần du của thiên tử nhà Chu có một thuyết khác lại dẫn rằng ở phía nam nước Sở là Việt Thường thị, nước này có 1 loài chim Trĩ bộ lông trắng tinh rất đẹp. Thời Chu Thành Vương Việt Thường thị từng sai sứ tiến cống cho thiên tử nhà Chu, Chu Chiêu Vương muốn bắt được giống chim đó lên hạ lệnh cho Hùng Ngải đánh Việt Thường thị để bắt loài chim đó về. Hùng Ngải còn chần chừ chưa quyết có nên khai chiến hay không, Chiêu Vương chờ lâu giận dữ lập tức đưa quân tiến thẳng xuống nước Sở. Hùng Ngải không dám chống lại quân triều định lên rút lui sang bờ Hán Thủy, Chiêu Vương vượt sông truy kích thì đến giữa dòng bị ngư dân ở đây lặn xuống đục lỗ dưới đáy thuyền. Nhà vua không biết bơi bị nước ngụp thuyền mà chìm sông chết đuối, người nước Sở làm một bài thơ để chế diễu thiên tử nhà Chu gọi là "nam chinh bất phản" nghĩa là đi chinh chiến ở phương Nam mà không trở về.
Hạ Thương Chu đoạn đại công trình ghi đó là năm 977 TCN đời Sở Hùng Ngải, do đó năm mất của ông có thể sau năm 977 TCN. Thời gian ở ngôi của ông cũng chỉ là ước định bởi tại thời điểm trước 841 TCN chưa có ghi chép chính xác về những sự kiện xảy ra vào năm nào.
Năm 981 TCN, Hùng Ngải mất. Con ông là Hùng Đán nối ngôi.